# Andarapa
Andarapa (keczua Antarapa) – peruwiańskie miasto, znajdujące się w prowincji Andahuaylas, w regionie Apurímac, w dystrykcie Andarapa.
W 2005 roku liczba ludności wyniosła 858, a w 2010 roku - 866 osób.